# Кудинов, Дмитрий Анатольевич
Дмитрий Анатольевич Кудинов (род. 17 марта 1971) — советский и российский футболист. Играл на позициях полузащитника и нападающего.

## Карьера
Карьеру начинал в 1988 году в грозненском «Тереке», однако вскоре перешёл в «Томь», где играл на протяжении 3,5 сезонов. После распада СССР вернулся в Грозный и провёл за клуб два сезона, после чего перешёл в ставропольское «Динамо», за которое в высшей лиге дебютировал 6 марта 1994 года в домашнем матче против московского «Спартака», выйдя на поле на 66-й минуте встречи вместо Фёдора Гаглоева. В 1997 году вернулся в «Томь», а в 2001 году вернулся в возрождающейся «Терек». Летом 2001 года вместе с Автандилом Оруджевым и Александром Бахтиным перешёл в азербайджанский клуб «Карабах-Азерсун», за который дебютировал в первом же туре сезона 2001/02 в домашнем матче против бакинского «Динамо». Во время матча 17-го тура чемпионата Азербайджана, который состоялся в декабре 2001 года между клубами «Шахдаг» и «Карабах-Азерсун» в городе Кусары за 10 минут до конца матча, при счёте 0:0, оказался в центре беспорядков, устроенных кусарскими болельщиками. Сезон 2001/2002 годов для Кудинова стал успешным, он забил 13 мячей, став одним из лучших бомбардиров турнира, который не был признан УЕФА из-за разногласий между руководством некоторых клубов и президентом АФФА Фуадом Мусаевым. Следующий сезон проводился неофициально, а сам Кудинов на время перешёл в будённовскую «Жемчужину». В 2003 году после того, как чемпионат Азербайджана получил официальный статус, вернулся в «Карабах-Азерсун». В 2004 году завершил профессиональную карьеру в клубе «Сибиряк». С 2005 по 2006 годы играл за любительский клуб «Биолог». В 2007 году выступал за армавирское «Торпедо» и любительский клуб «Сигнал» Изобильный.